# تپه خونکه مرده
تپه خونکه مرده مربوط به مس و سنگ است و در شهرستان کوهدشت، بخش طرهان، دهستان طرهان، ۲۰۰۰ متری جنوب غرب روستای اولاد نقی‌آباد واقع شده و این اثر در تاریخ ۲۶ اسفند ۱۳۸۷ با شمارهٔ ثبت ۲۵۸۶۶ به‌عنوان یکی از آثار ملی ایران به ثبت رسیده است.